# Äggakaka
L'äggakaka ("coca d'ou" en suec) és un plat tradicional d'Escània que s'assembla als kolbullar o a la ugnspankaka (coca al forn) i que se serveix amb cansalada fregida i nabius vermells. Antigament es preparava pels pagesos, ja que era fàcil d'embolicar i de menjar al camp.

## Preparació
Per fer äggakaka s’utilitza una massa similar a la dels pancakes, però amb més ous i farina per obtenir una consistència més cremosa. Es fregeix amb mantega i quan la massa gairebé s’ha solidificat es gira cap per avall i es continua coent.
L’äggakaka sempre se serveix amb cansalada. De vegades, el porc fregit es talla a llesques o daus i s’incorpora directament a la massa abans de coure-la. Tot i això, això fa que el gust del porc quedi molt suau. Per aquest motiu, és més habitual fregir la cansalada per separat i afegir-la amb el greix a sobre de l’äggakaka al final.